# Alfonso de Córdoba
Alfonso de Córdoba (Sevilla, siglo XV-?, siglo XVI) fue un intelectual castellano, doctor en Artes y en Medicina, quien estando en Venecia ejerció como médico del cardenal César Borgia y del padre de éste, Rodrigo Borgia, quien luego sería el papa Alejandro VI. Es famoso por sus trabajos en astronomía, habiendo servido como astrónomo del rey Manuel I de Portugal y posteriormente publicado una edición mejorada del Almanach perpetuum. También es conocido por dedicar unas efemérides a la reina Isabel la Católica con motivo de su coronación.

## Astronomía
Alfonso de Córdoba nació en Sevilla hacia finales del siglo XV, aunque la fecha exacta de su nacimiento queda sin conocerse. Por su trayectoria en sus primeros años, es posible que fuera judío converso, pero este dato tampoco ha llegado a confirmarse. Como muchos eruditos, científicos y hasta clérigos en una era marcada por los descubrimientos y aventuras marítimas, llegó a interesarse por la astronomía, que en su caso se convirtió en una gran afición.
Estando en la corte de Manuel I de Portugal, Córdoba llegaría a familiarizarse íntimamente con los trabajos de Abraham Zacuto, quien había sido astrónomo real en la corte de Juan II. En 1502, ya en Venecia, Córdoba publicó el Almanach perpetuum a partir de la última edición portuguesa de 1499, con anotaciones, ajustes y adiciones propias, tales como una lista de 53 estrellas y sus nombres (que no figuraba en la edición de 1499 del almanach) y añadiendo las coordenadas ecuatoriales. En el prólogo de esta obra se da la longitud del año trópico —365 días, 5 horas y 49 minutos—, que corresponde a la atribuida por Copérnico en el Commentariolus a un tal Hispalensis («el sevillano», con toda probabilidad en referencia a Alfonso de Córdoba).
Compuso también un tratado titulado Lumen caeli, sive Expositio instrumenti a se excogitati, dedicado al papa Alejandro VI. El libro describe el uso de un ecuatorio llamado instrumentus alexandrinus para determinar la posición de los planetas y proporciona datos sobre los movimientos planetarios con fecha radix 11 de agosto de 1492, el día que Rodrigo de Borja fue elegido Papa.
Alfonso de Córdoba también compuso un compendio de varias tablas astronómicas titulado Tabulae astronomice Elisabeth Regine, dedicado a los Reyes Católicos, que comienza con una dedicación especial: «Divis Fernado et Elisabeth Hispaniae et Sicilie regibus, Alfonsus artium et medicine doctor reverendisssimi domini Cardinalis Borgia medicus humilissime dicit [...]». Del texto se deduce que Córdoba compuso sus tablas en Roma, habiendo escogido como fecha radix el día de subida al trono de Isabel I. Estas tablas se basaban en las tablas alfonsinas, y bien cierto que no mostraban innovación en los modelos o parámetros, el modo del que se presentaba la información muestra la elevada competencia del erudito sevillano en esta materia.